# می‌دانم چرا پرنده در قفس می‌خواند

جلد کتاب می‌دانم چرا پرنده در قفس می‌خواند

می‌دانم چرا پرنده در قفس می‌خواند (انگلیسی: I Know Why the Caged Bird Sings) عنوان اولین کتاب از مجموعهٔ خودزندگی‌نامهٔ نویسنده و شاعر آمریکایی-آفریقایی‌تبار، مایا آنجلو است که در سال ۱۹۶۹ منتشر گردید. این کتاب که یک رمان تربیتی است به اوایل زندگی نویسنده می‌پردازد و نشان می‌دهد که چگونه توانایی شخصیت و عشق به ادبیات می‌تواند با نژادپرستی و ضربات روانی ناشی از آن مقابله نماید. داستان کتاب به زمانی اشاره دارد که مایا ۳ ساله است و برادر بزرگترش به استپمپز (آرکانزاس) فرستاده می‌شود تا با مادربزرگشان زندگی نماید. پایان کتاب نیز مصادف با ۱۶ سالگی مایا است در حالی که او اکنون مادر شده‌است. تشبیه نام کتاب برگرفته از اتفاقاتی است که برای مایا به وقوع می‌پیوندد و نشان می‌دهد که چگونه از یک قربانی نژادپرستی با مجموع حقارت‌ها، تبدیل به زن جوانی می‌شود که شیوهٔ پاسخ گفتن به تعصبات نژادی را می‌یابد.
آنجلو توسط یکی از دوستان نویسنده‌اش به نام جیمز بالدوین، و ویراستارش روبرت لومیس، تشویق می‌شود تا زندگینامه‌ای با مضامین ادبی بنویسد. منتقدان ادبی نیز، این اثر آنجلو را در زمرهٔ آثار خودزندگی‌نامهٔ ادبی طبقه‌بندی نمودند به دلیل آنکه آنجلو از بسط و گسترش موضوعات در کنار سایر شیوه‌های رایج برای پیشبرد داستان استفاده می‌نماید.
مایا آنجلو، نویسنده و قهرمان کتاب تبدیل به یک شخصیت نمادین برای هر دختر سیاه‌پوستی شده است که در آمریکا بزرگ می‌شود.

## نگارخانه

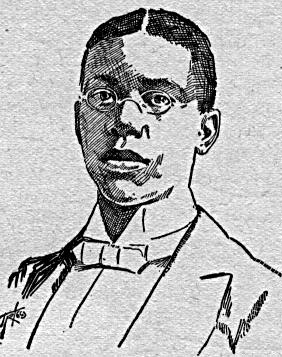
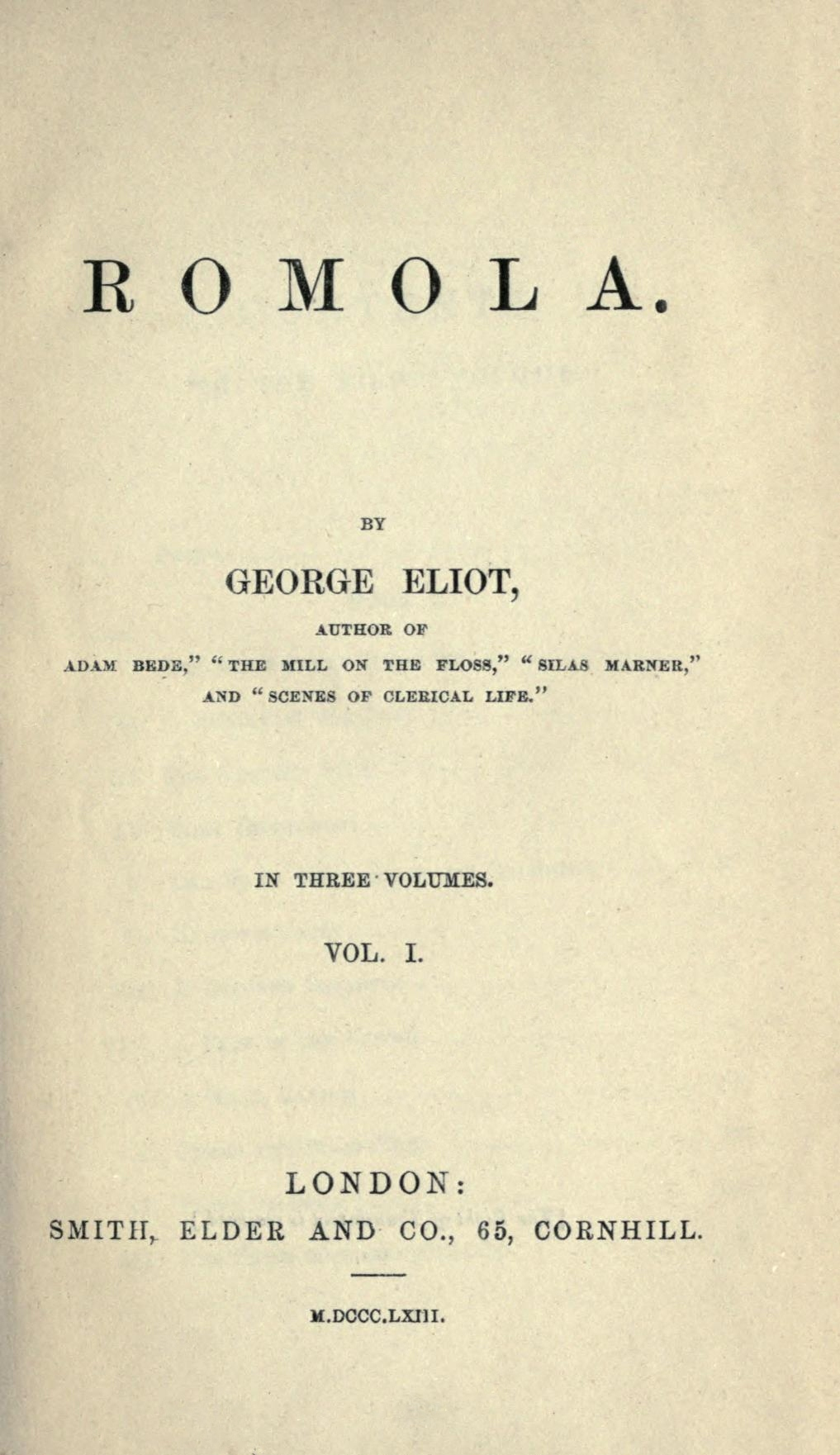
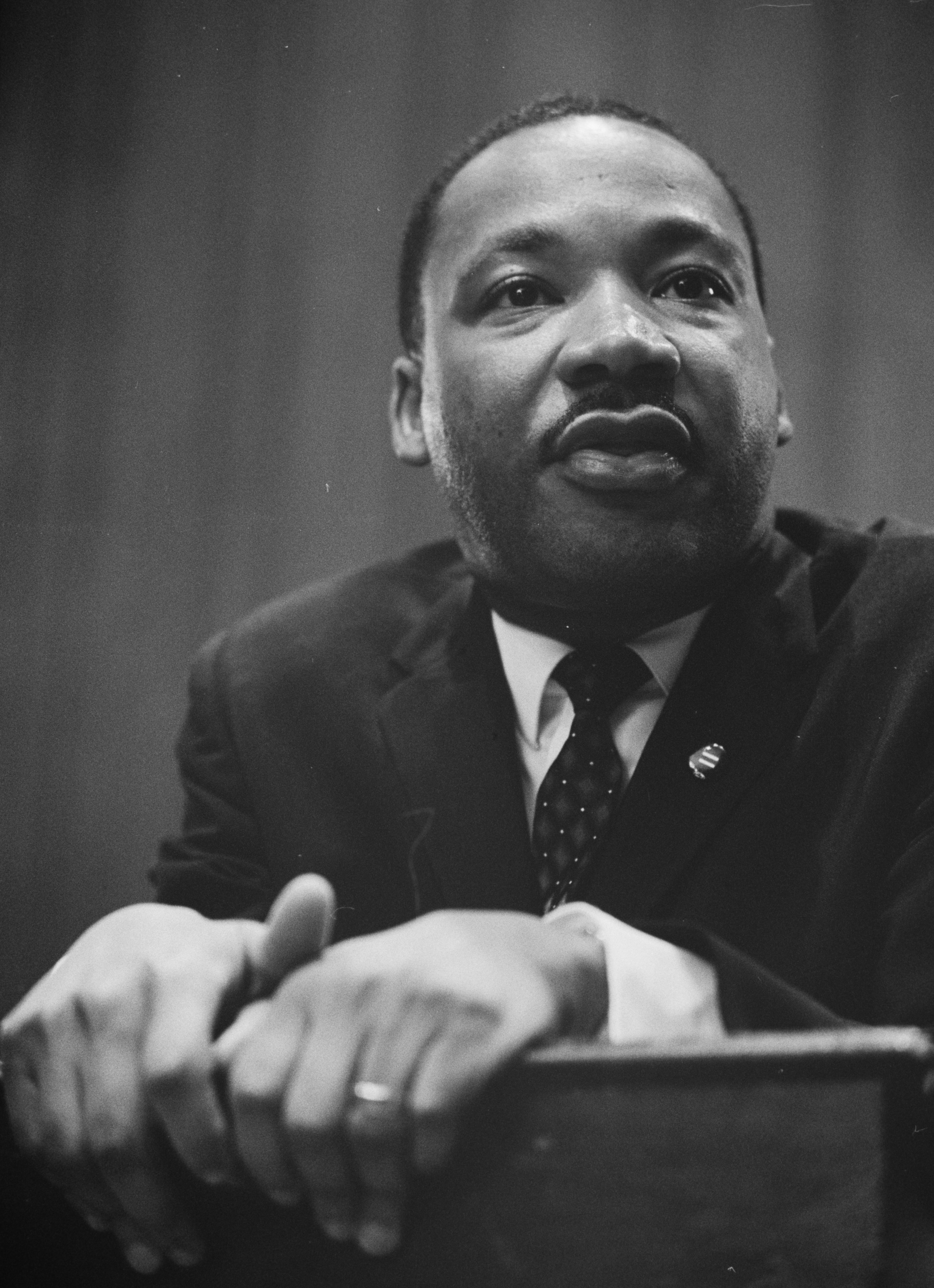
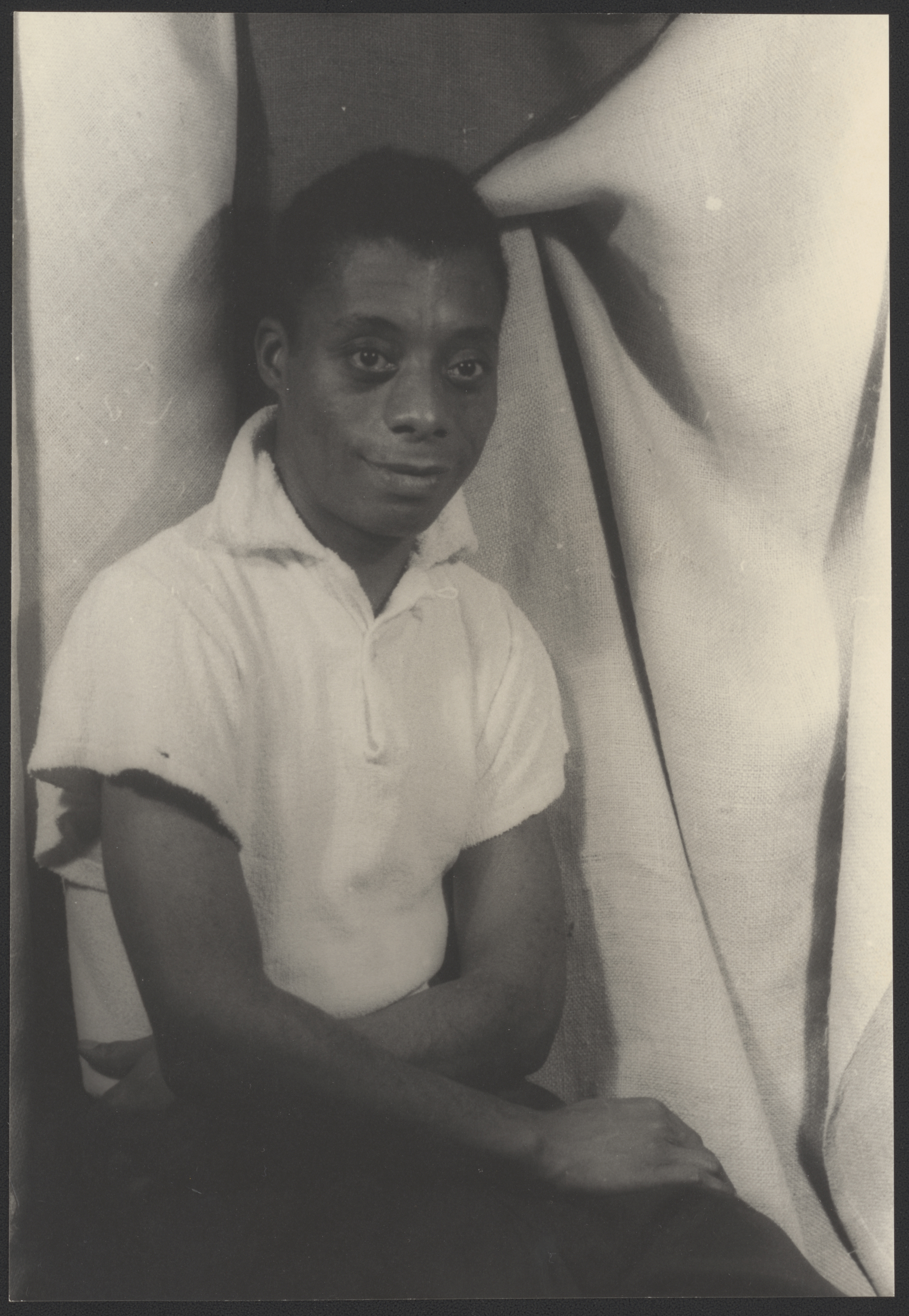